# Cmentarz rzymskokatolicki w Obszy
Cmentarz rzymskokatolicki w Obszy – nekropolia w Obszy, utworzona na potrzeby miejscowej ludności katolickiej w 1919 r., użytkowana do dzisiaj.

## Historia i opis
Cmentarz założono w 1919 r. na potrzeby świeżo erygowanej parafii katolickiej. Najstarszy pochówek pochodzi z tego samego roku. W 1972 r. został powiększony o 7 arów pod wysypisko śmieci. Cmentarz jest użytkowany do dzisiejszego dnia.
Na początku lat 90. na jego terenie znajdowało się 30 kamiennych nagrobków sprzed 1945 r. Są to przede wszystkim krzyże na prostopadłościennych postumentach, postumentach z nadstawami i kopcach kamieni zdobione wielostopniowymi gzymsami uskokowymi, półkolistymi szczycikami, trójkątnymi tympanonami i wolutami.
Wśród nagrobków wyróżniają się: pomnik w centrum cmentarza poświęcony parafianom którzy zginęli w czasie II wojny światowej, zbiorowa mogiła w północnej części kryjąca szczątki 4 żołnierzy września 1939 r. i grób weterana spod Monte Cassino.
Na obrzeżach kwater cmentarz porasta 60 brzóz i 10 robinii.